# Witold Wróblewski (geograf)
Witold Adolf Wróblewski (ur. 1839 w Grodnie, zm. 1 listopada 1927 w Warszawie) – polski geograf, nauczyciel i pedagog.
Ukończył studia z nauk przyrodniczych na Uniwersytet w Kijowie. Zamieszkał w Warszawie i tam przez ponad 60 lat był pedagogiem. Pracował jako nauczyciel geografii i przyrody. Do 1890 roku wykładał geografię handlową w Szkole Handlowej im. Leopolda Kronenberga w Warszawie. W 1901 został dyrektorem oraz firmowym właścicielem sześcioklasowej Szkoły Realnej w Warszawie, przekształconej w 1918 na Państwowe Gimnazjum im. Tadeusza Czackiego i pełnił funkcję dyrektora do śmierci w 1927.
Był współzałożycielem Towarzystwa Krajoznawczego, zasiadał w jego zarządzie, przewodniczył komisji wydawniczej. Współpracował przy tworzeniu „Słownika Geograficznego”, czasopisma „Wszechświat”, „Ziemia”.
2 maja 1923 został odznaczony Krzyżem Kawalerskim Orderu Odrodzenia Polski „za wieloletnią i wyjątkowo gorliwą pracę zawodową”.
Opublikował pracę pt. Jeziora Święciańskie: Wiszniewskie, Świrskie i Narocz (1883).

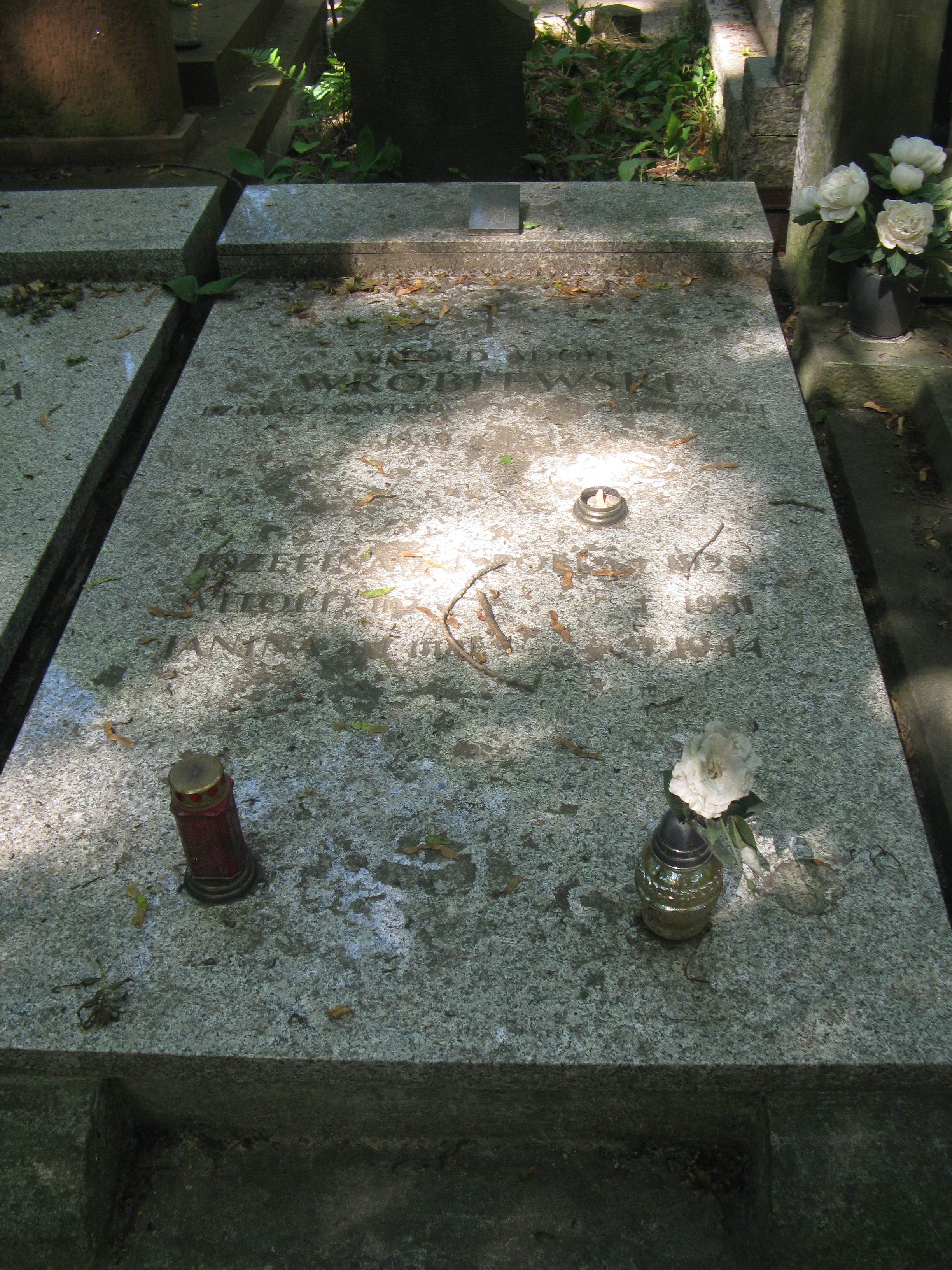
Nagrobek Witolda Wróblewskiego

Zmarł 1 listopada 1927. Został pochowany na cmentarzu Stare Powązki w Warszawie (kwatera 193, rząd 1, miejsce 5).

## Życie prywatne
Syn Antoniego (1810-?) i Karoliny z Mańkowskich (1815-1900), miał braci: chemika i profesora Uniwersytetu Jagiellońskiego Zygmunta Florentego (1845-1888), chemika i wykładowcy Instytutu Technologicznego w Petersburgu Edwarda Wincentego (1848-1892) i inżyniera technologa Stanisława (1854–1928)